# 기아 프레지오
기아 프레지오(Kia Pregio)는 기아자동차가 1995년 11월에 기아 베스타의 후속으로 출시한 승합차이다.

## 개요

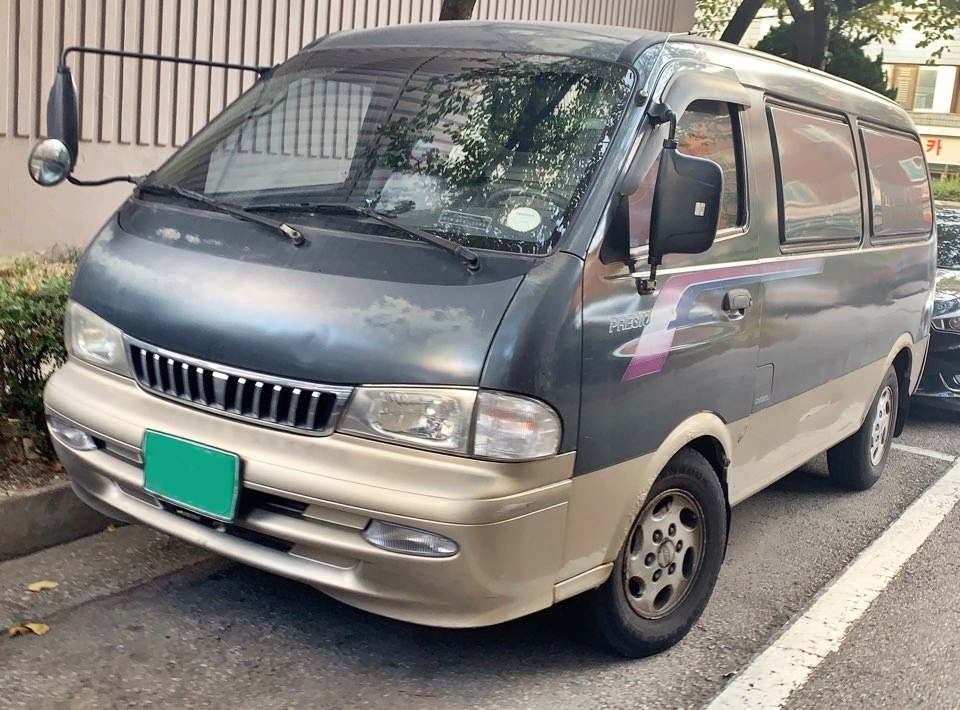
기아 프레지오 네오 정측면

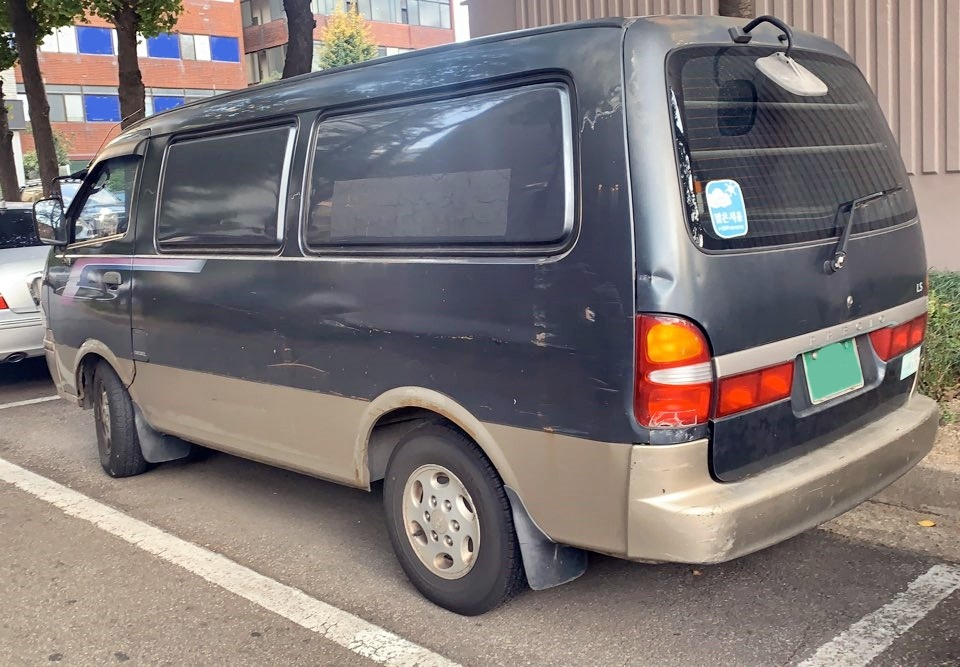
기아 프레지오 네오 후측면

베스타에 적용되었된 로나 엔진의 잦은 결함으로 소비자들의 항의가 잇따르자 1991년 9월에 기아자동차는 베스타의 후속 모델 개발에 착수하게 되었다. 프로젝트명 NB-9으로 명명된 이 소형 승합차는 베스타가 마쓰다와 공동으로 개발되었던 것과는 달리, 기아자동차의 독자로 개발되었고 이탈리아어로 '가치'와 '명예' 등 두 가지 의미를 함축적으로 담아낸 소형 승합차의 이니셜을 가지고 있다. 직선이 아닌 곡선이 많아져 유려한 감각을 자랑하였다. 9인승과 12인승, 3인승 밴과 6인승 밴이 있었으나, 1997년 1월 25일에는 9인승의 고급 모델인 라운지가 추가되었다. 라운지는 당시 국내에서 유일하게 풀-플랫 기능을 갖추고 있었다. 본래에는 2.7리터 J2 엔진이 적용되었지만, 힘이 부족하다는 소비자들의 의견에 따라 90마력의 3,000cc OHV 엔진(JT 엔진)도 추가되었다. 라인업은 GS와 LS가 있으며, LS에는 투톤 컬러와 알루미늄 휠이 기본 적용되었다. 기아에서 한 때 수입하여 판매하였던 머큐리 세이블의 영향을 받아 초창기에는 전면부에 라이트 바가 적용되었지만, 2000년 1월에 라디에이터 그릴이 적용됨과 동시에 아시아자동차의 토픽을 대체하는 15인승(그랜드)도 추가되었다. 2001년 4월에는 상품성이 보강된 프레지오 네오가 출시되었다. 프레지오 네오에는 데코 테이프와 크롬 도금 라디에이터 그릴, 우드 그레인 등 디자인의 일부가 변경되었으며, 신규 디자인의 스틸 휠도 적용되었다. 2002년 12월에는 유로 NCAP 안전 기준에 따라 프론트 범퍼가 두꺼워진 이어 모델이 선보였다. 이후, 2004년 1월에 봉고 Ⅲ 코치로 페이스 리프트를 거쳤으나, 수출용은 프레지오의 이름을 유지하였다.

## 역대 슬로건

### 1세대
- 소형버스의 퍼스트 클래스 (프레지오)
- 프로를 위한 소형버스 (프레지오, 프레지오 네오)
- 타면 탈수록 기분좋은 15인승 (프레지오 그랜드)
- 타보면 다르다! (프레지오 네오)

## 후속 계획
1996년부터 프레지오의 후속 모델이 PG130이라는 프로젝트명으로 진행됐으며, 차체 형태는 LCV였던 데다 트럭 사양도 있다. 이듬해인 1997년에 대한민국의 IMF 구제금융 요청으로 인한 기아자동차의 부도 사태로 중단되고 만다. 하지만, 인력 구조조정 과정에서 40% 가량 감축하여, 현대자동차에 인수된 이후 현대 측의 프로젝트와 합치면서 개발을 다시 재개했으며, 2002년 출시를 목표로 한데다 추후 현대차 사양도 발매할 계획이었다. 그런데 개발 도중에 시장성이 없다는 이유로 완전히 폐기되고 만다. 이후 현대자동차는 쏠라티라는 이름의 유럽식 LCV를 출시했지만, 기아는 LCV 차량을 지금도 출시하지 않았다.

## 라인업
프레지오 (1995년~1997년)
- GS - 12인승, 6인승 밴, 3인승 밴
- LS - 12인승, 9인승, 6인승 밴, 3인승 밴

프레지오 (1997년~2000년)
- GS - 12인승, 6인승 밴, 3인승 밴
- LS - 12인승, 9인승(2000년 삭제), 9인승 라운지(2000년 삭제), 6인승 밴, 3인승 밴

프레지오 (2000년~2001년)
- GS - 15인승, 12인승, 6인승 밴, 3인승 밴
- LS - 15인승, 12인승, 6인승 밴, 3인승 밴

프레지오 네오 (2001년~2003년)
- GS - 15인승, 12인승, 6인승 밴, 3인승 밴
- LS - 15인승, 12인승, 6인승 밴, 3인승 밴

## 경쟁 차종
- 현대자동차 - 그레이스, 스타렉스
- 쌍용자동차 - 이스타나